# Svartvit trast
Svartvit trast (Turdus cardis) är en östasiatisk fågel i familjen trastar inom ordningen tättingar.

## Utseende och läten
Japansk trast är en rätt liten (21-22 cm) trast. Hanen är svartaktig på huvud, bröst och ovansida, medan undersidan är svartfläckat vit. Ben och näbb är gula. Honan liknar svartbröstad trast men har svartaktiga fläckar på flankerna. Sången som levereras från en trädtopp är fyllig, lång och melodisk, stigande och fallande i tonhöjd. Lätet är tunt "tsuuu" eller "tsweee".

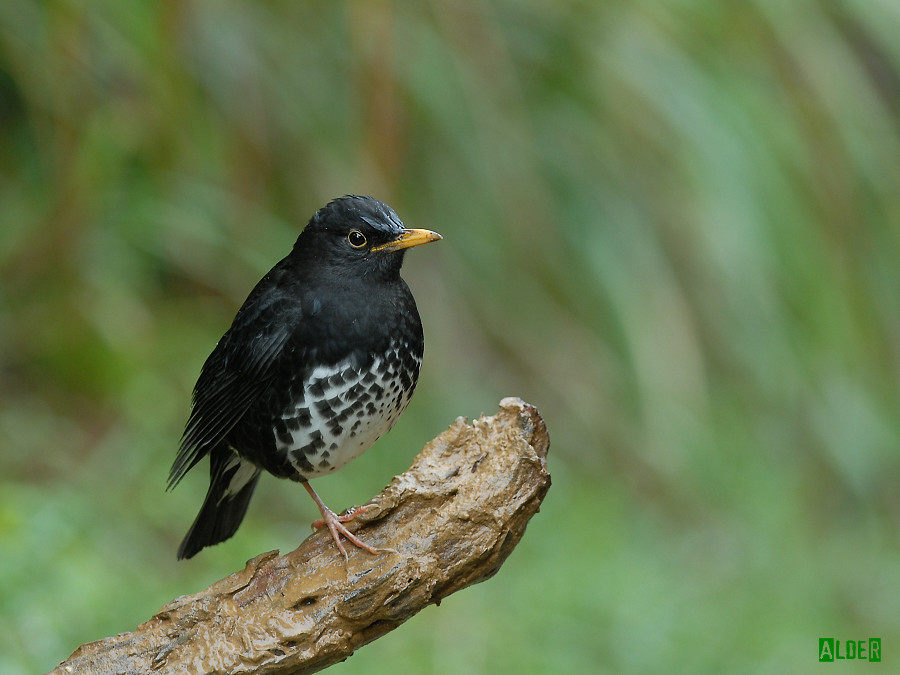
Hane i Taiwan.

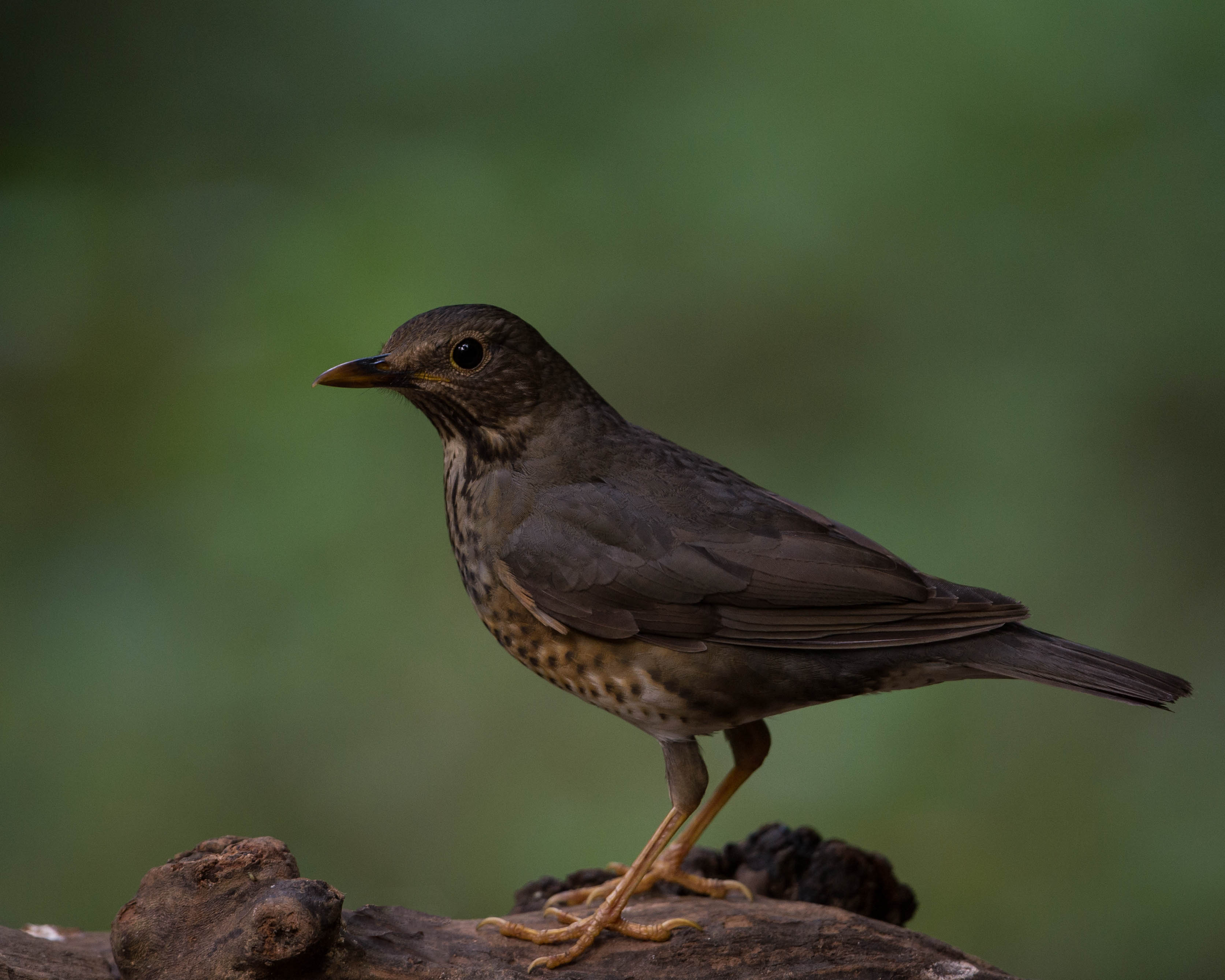
Hona i Chiang Mai, Thailand.

## Utbredning och systematik
Svartvit trast häckar i centrala Kina (Anhui och södra Henan söderut till Guizhou) och Japan (Hokkaido söderut till Kyushu). Den flyttar vintertid till sydöstra Kina (sydöstra Yunnan, Guangxi och Guangdong), Hainan och norra Indokina (i söder till centrala Annam). Under flyttningen passerar den regelbundet Taiwan och har tillfälligt setts i Thailand.

## Systematik
Svartvit trast är närmast släkt med gråryggig trast (Turdus hortulorum), på lite längre avstånd gråtrast (T. unicolor) och svartbröstad trast (T. dissimilis). Den behandlas som monotypisk, det vill säga att den inte delas in i några underarter.

## Levnadssätt
Svartvit trast återfinns i både löv-, barr- och blandskog, men även i ungskog och till och med parker och trädgårdar. Den födosöker på marken bland torra löv på jakt efter insekter och maskar, men kan också ta frukt. Fågeln lägger två till fem ägg som ruvas i 12-13 dagar. Efter ytterligare 14 dagar är ungarna flygga. Arten lägger två kullar per säsong. Den lämnar häckningsområdet i oktober och återvänder i april eller maj.

## Status och hot
Artens populationstrend är okänd, men utbredningsområdet är relativt stort. Internationella naturvårdsunionen IUCN anser inte att den är hotad och placerar den därför i kategorin livskraftig. Världspopulationen har inte uppskattats men den beskrivs som ganska vanlig men lokalt förekommande.